# Adrien Albarranc
Adrien Albarranc est un ingénieur, officier résistant et éditeur de presse français, né à Tlemcen (Algérie française) le 6 mars 1913 et  mort le 8 septembre 1968.

## Biographie
Adrien Albarranc naît le 6 mars 1913 à Tlemcen alors en Algérie française. Il vient en France métropolitaine en 1930 et fait ses études supérieures à l'École nationale supérieure d'électrotechnique de Grenoble. Après avoir été chargé de cours à l'université de Grenoble, il devient avant la Seconde Guerre mondiale directeur technique des Papeteries Navarre.

### Seconde Guerre mondiale

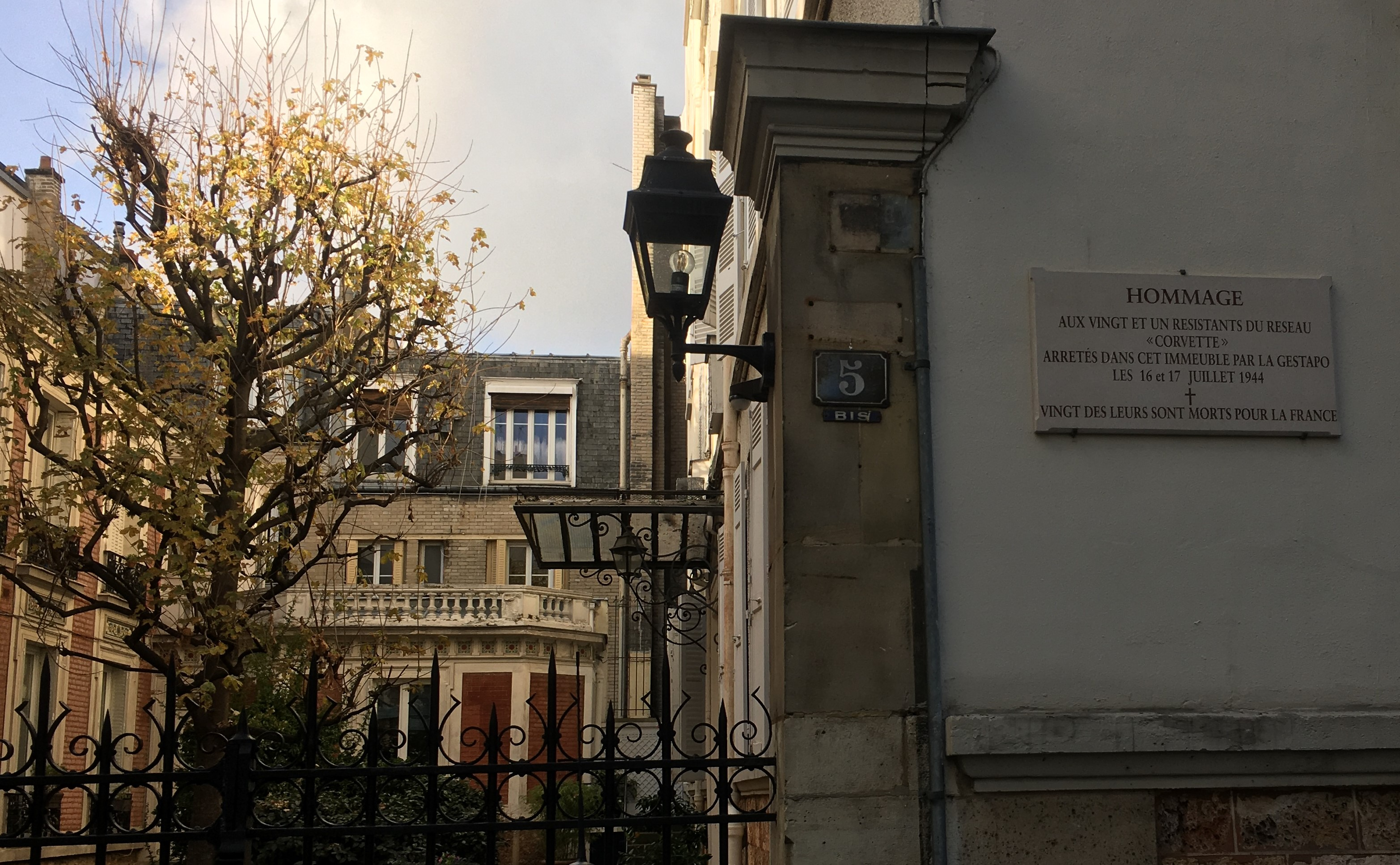
Plaque commémorant l'arrestation les 16 et 17 juillet 1944 des membres du réseau Corvette, située au 5 bis avenue Philippe le Boucher à Neuilly-sur-Seine.

Il est mobilisé en 1939 et est fait deux fois prisonnier. Il s'évade les deux fois. Durant l'Occupation, il devient sous le pseudonyme de capitaine François Barral, chef du réseau Corvette, une branche du réseau Phratrie qui appartient au BCRA. À nouveau fait prisonnier et blessé par les Nazis, il parvient à s'échapper et rejoint Londres où il est incorporé à l'OSS avec le grade de major.
Il est nommé dans l'ordre national de la Légion d'honneur par le décret du 7 juillet 1945.

### Éditeur de presse de vulgarisation
Intéressé par le magazine Popular Mechanics lors de son séjour en Angleterre pendant la guerre, il publie son équivalent français Mécanique populaire à partir de juin 1946 dont la publication a duré au moins jusqu'à 1963. Premier magazine de la sorte publié en français, il est dans l'après-guerre très populaire. Adrien Albarranc est aussi l'éditeur de la revue Le Bricoleur en 1954.
En 1955, il est élu maire de Villiers-Adam, commune du Val d'Oise.